# Конный спорт на летних Олимпийских играх 1924
Соревнования по конному спорту на летних Олимпийских играх 1924 года проходили в выездке (в личном зачёте), троеборье и конкуре (как в личном, так и в командном зачёте).

## Общий медальный зачёт
| Место | Страна     | Золото | Серебро | Бронза | Всего |
| ----- | ---------- | ------ | ------- | ------ | ----- |
| 1     | Швеция     | 2      | 2       | 0      | 4     |
| 2     | Нидерланды | 2      | 0       | 0      | 2     |
| 3     | Швейцария  | 1      | 1       | 0      | 2     |
| 4     | Италия     | 0      | 1       | 1      | 2     |
| 5     | Дания      | 0      | 1       | 0      | 1     |
| 6     | Франция    | 0      | 0       | 1      | 1     |
| 6     | Польша     | 0      | 0       | 1      | 1     |
| 6     | Португалия | 0      | 0       | 1      | 1     |
| 6     | США        | 0      | 0       | 1      | 1     |

## Медалисты
| Дисциплина                     | Золото | Серебро                                                                         | Бронза |
| ------------------------------ | --- | ------------------------------------------------------------------------------- | --- |
| Выездка Личное первенство      | Эрнст Линдер Швеция                                                                                                 | Бертиль Сандстрём Швеция                                                        | Ксавье Лезаж Франция                                                                                      |
| Троеборье Личное первенство    | Адольф ван дер Ворт ван Зейп Нидерланды                                                                             | Фроде Киркебьерг Дания                                                          | Слоан Доак США                                                                                            |
| Троеборье Командное первенство | Нидерланды · Адольф ван дер Ворт ван Зейп · Шарль Паю де Мортанж-младший · Герард де Крёйфф · Антониус Коленбрандер | Швеция · Клас Кёниг · Торстен Сюльван · Густаф Хагелин · Карл Густав Левенгаупт | Италия · Алессандро Альвизи · Эмануэле Бераудо ди Пралормо · Томмазо Леквио ди Ассаба · Альберто Ломбарди |
| Конкур Личное первенство       | Альфонс Гемузеус Швейцария                                                                                          | Томмазо Леквио ди Ассаба Италия                                                 | Адам Круликевич Польша                                                                                    |
| Конкур Командное первенство    | Швеция · Оке Тельнинг · Аксель Стохле · Оге Лундстрём                                                               | Швейцария · Альфонс Гемузеус · Вернер Штубер · Ханс Бюлер                       | Португалия · Антониу Боржеш · Элдер де Соуза · Жозе Моузинью                                              |